# Championnet (Grenoble)
Championnet est un quartier du centre de Grenoble. Il se situe au sud de la zone piétonnière et du centre ancien. Il est limitrophe des quartiers de l'Aigle, l'Hyper-centre, et du nouveau quartier de Bonne remplaçant l'ancienne caserne militaire du même nom. Son nom a été donné en l'honneur de Jean Étienne Championnet, général français.

## Description
Ce quartier est un peu écarté du quartier de l'hyper-centre, mais fait toutefois partie du centre-ville de Grenoble. Il abrite la place Championnet. Celle-ci est évidemment la place centrale du quartier. Commerces en tous genre, pharmacies, boulangeries... Tout est à disposition des riverains, sans qu'ils aient besoin de se déplacer dans la ville. Même si ce quartier est relativement calme dans son pourtour, la place Championnet et l'axe Turenne-Lesdiguières sont relativement agités en journée. La vie de ce quartier est également due aux quelques terrasses ouvertes par temps chaud et la rue Lakanal commerçante.
Ce quartier va devenir, avec le temps, un lien entre le nouvel écoquartier de Bonne de 8,5 hectares qui comprend un centre commercial, et l'Hyper-centre de la ville.

## Historique

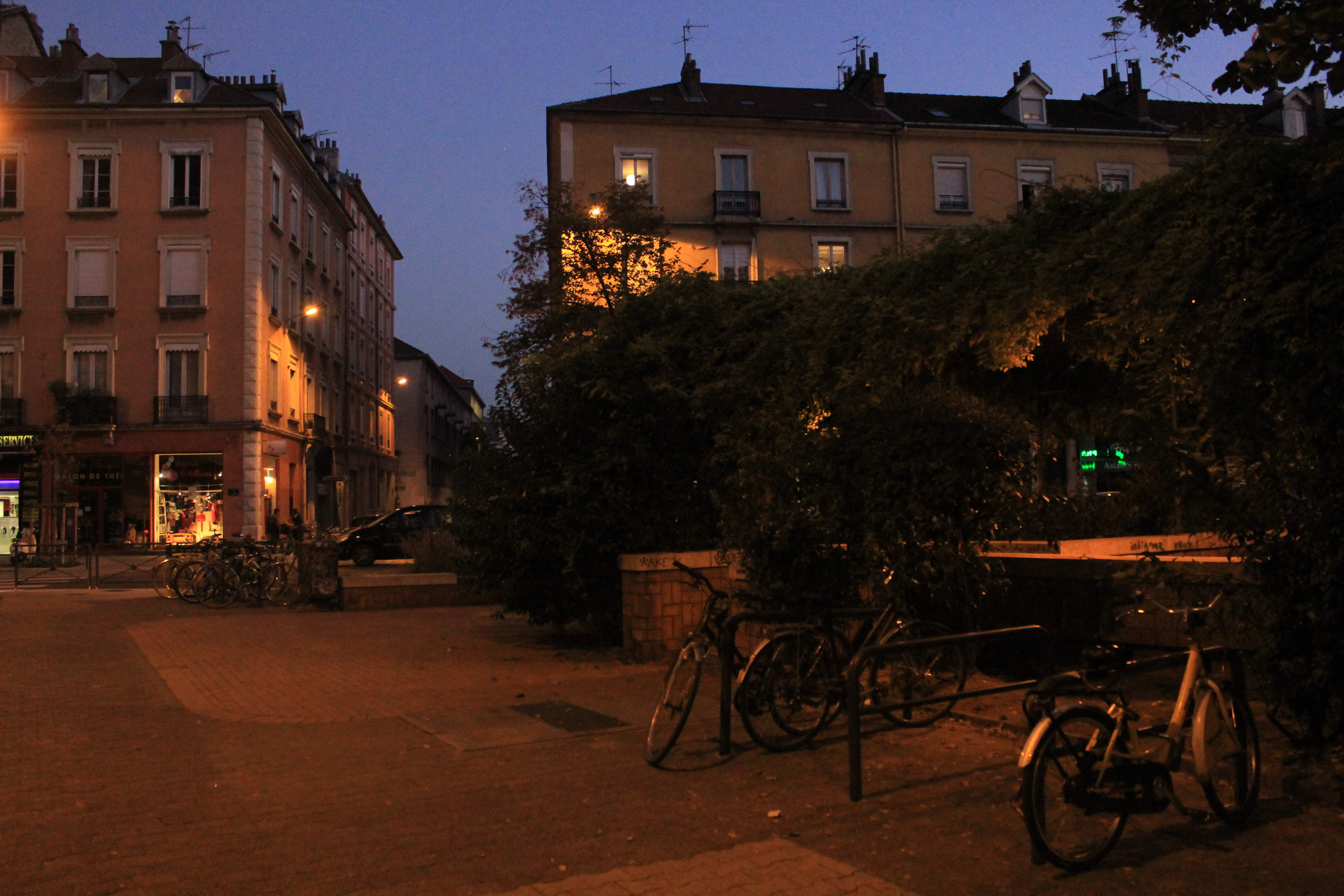
Vue nocturne du parc et de la place Championnet

Historiquement, le premier nom connu de ce quartier fut « La Femme sans tête », car ce faubourg de Grenoble, situé hors les murs, abritait de nombreux cabarets dans lesquels on servait des bouteilles déjà débouchées que l’on surnommait...des femmes sans tête. Durant le XIXe siècle, un nouveau quartier s’organise autour d’une place d’abord dénommé place Lakanal. De nombreuses voies font référence à des militaires de l’Histoire de France (Championnet, Turenne ou encore Augereau), d'autres appellations évoquent le passé du quartier dont le chemin Jésus qui se situe à côté de l’emplacement d’un ancien couvent et la rue des Bergers qui se situait près des anciens abattoirs de Grenoble. Il existe également un chemin des montagnes russes situé entre le cours Jean-Jaurès et la rue Thiers évoquant le fait qu'il s'agissait de terrains très ondulés sur lequel les enfants du quartier venaient jouer en hiver durant les journées enneigées. 
En 2018, une revalorisation importante du quartier est prévu par la municipalité, afin de notamment améliorer la circulation des piétons et de réaménager la place Championnet en un lieu central de la vie du quartier.

## Accès
L'on peut y accéder depuis l'Hyper-centre, par la rue Lesdiguières.
Depuis l'Aigle, on prendra la rue de Turenne.
Les rues Marceau, Lazare-Carnot et Doudart de Lagrée relient Championnet au quartier de Bonne.

## Transports
Ce quartier est desservi par les lignes de bus :
- C3 : arrêts Championnet, Turenne ;
- 12 : arrêts Condorcet, Championnet.